# Арена По
Арена По (итал. Arena Po) је насеље у Италији у округу Павија, региону Ломбардија.
Према процени из 2011. у насељу је живело 554 становника. Насеље се налази на надморској висини од 60 м.

## Становништво
Према резултатима пописа становништва 2011. у општини је живело 1.625 становника.
| 1931. | 1936. | 1951. | 1961. | 1971. | 1981. | 1991. | 2001. | 2011. |
| ----- | ----- | ----- | ----- | ----- | ----- | ----- | ----- | ----- |
| 3.055 | 2.919 | 2.606 | 2.230 | 1.922 | 1.612 | 1.539 | 1.572 | 1.625 |